# アン・ボヒョン
アン・ボヒョン（韓国語：안보현、安普賢、1988年5月16日 - ）は、大韓民国釜山広域市出身の俳優、モデル。身長187cm。

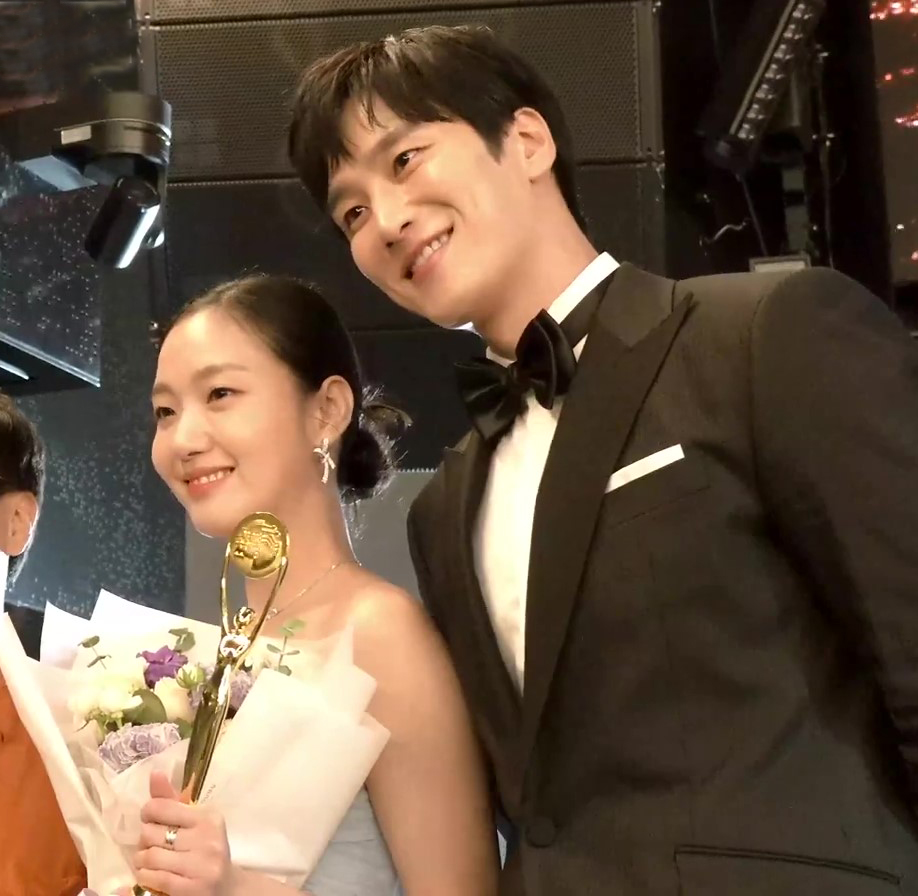
2022年7月19日、第1回青龍シリーズ賞 キム・ゴウンとアン・ボヒョン

2020年のドラマ『梨泰院クラス』敵役チャン・グンウォン役や2021年のドラマ『ユミの細胞たち』シリーズのク・ウン役で知られる。2022年のドラマ『軍検事ドーベルマン』で主演を務めている。元アマチュアボクサーで、ランウェイモデル出身。『브라보현(ブラボヒョン)』というYouTubeチャンネルを運営している。

## 来歴
- 家族構成：父、母、妹(1991年生)
- 血液型：トリプルA型(父親がAA型)
- チャームポイント：えくぼ、笑顔、大きな手
- 趣味・特技：ボクシング、キャンプ、料理、カメラ、DIY、ウイスキー
- 好きな映画：『タイタニック』『トゥルーマン・ショー』、韓国映画『おばあちゃんの家』
- 苦手な食べ物：きゅうり、辛いもの
- 交友関係：チョン・へイン、キム・ウビン、EXOセフン、パク・ソジュン、イ・ハクジュ、チャン・ユル、コ・ギョンピョ、ペク・ジョンウォン、キム・ゴウン ほか
- ロールモデル：料理研究家ペク・ジョンウォン(自分の特技で成功しているから)

### 性格・人柄
- 性格：おっとり系、真面目、義理堅い、紳士的、シャイ、ロマンチスト、意外と細やか
- MBTI(性格類型)：INFJ(提唱者：前向きにで永続的な影響を与える性格タイプ)
- “初めて”に強い：初めての事でもそれなりに器用にこなせるタイプ
- 仕事に対する姿勢
  - 運動は得意だが実は嫌い。仕事のためにトレーニングを欠かさないストイックなタイプ。海外にいてもジム・運動は欠かせない。役づくりで肉体改造をするのが好き。
  - 常に役柄とのシンクロ率を考える。役に応じて変身するのが好き。たくさんの人に満足してもらえるよう自在に変身できる俳優でありたい。見る度新鮮な感動を与え、見る度グレードアップしている俳優でありたい。(写真集「Unbearable Moment」インタビューより)
- 共演者のインスタグラムは基本的にフォローしており、投稿によく反応している。ファンが投稿したボヒョン関連のIGストーリーも高い確率で閲覧してくれることで有名。(現在は多忙のため稀)
- アスリート出身で男臭い性格に見られがちだが、意外とかわいいもの好き。出演中ドラマのキャラクターやファン・共演者から貰ったステッカーをスマホやタブレットなどのカバーに貼っている。そのため、スマホカバーがコロコロ変わる。

## キャリア

### 学生ボクサー時代
- 中学でボクシング部にスカウトされる。釜山体育高校に進学後、親元を離れてトレーニングに育んだ。釜山代表選手として出場した全国大会で優勝するなど、5つのメダルを獲得したほどの実力者。
- しかし、ケガが多く需要が低い業界のため、周囲の勧めで芸能界に興味を持つ。
- 2022年のレギュラー番組『バックパッカー』内で、「喧嘩はほとんどしたことがない」と語っている。また、同番組で母校である釜山体育高校に訪れ、後輩らに料理をふるまった。

### モデル時代
- モデル学科体験で教授から良い評価をもらったことをきっかけに、大慶大学校モデル学科に進学。入学してまもなく、事務所無所属・モデル塾未経験の1年生にもかかわらずソウルコレクションでモデルデビューし、複数のショーに出演。後輩モデルの間で伝説になっている。
- 大きな手が目立つため、監督に「採用するがランウェイではポケットに入れて隠すように」と指示されていた。現在は、ファンのおかげで“大きな手”が自分の好きな部位になっている。
- モデル時代からの親友は、同じくモデル出身俳優のキム・ウビン。ボヒョンのインスタグラムの初投稿写真は、ウビンとのツーショット。
- また、大学在学中に兵役を終えている。陸軍本部儀仗隊(身長185cm以上しか入れない部隊)に所属。入隊時は親友キム・ウビンが見送りに来てくれたという。トレーニングが日常的だったボヒョンにとって、兵役はキャンプ気分だったらしい。
- モデルを5年ほど続け、モデル出身俳優の先輩らを見て、自然と俳優の道へ。現在もモデル活動はしている。

### 下積み時代・アルバイト
- 演技学院に通うため、運転代行や引っ越しのアルバイトをしていた。
- その後も建設現場やフードコートなどオーディションの度にバイト先を変え、『太陽の末裔』時期まで様々なアルバイトを経験している。

### 俳優キャリア
- 演劇学院で演技を学び、2014年にドラマ『ゴールデンクロス』に端役で出演。
- 2016年、オーディションの末『HIYA／ヒヤ』で映画デビューし、INFINITEホヤと共に兄弟役でW主演を務める。また、所属事務所と相談し、本作の公開日である2016年3月10日を正式な俳優デビュー日と定めている。
- 同年、ドラマ『太陽の末裔』で主演ソン・ジュンギ扮するユ・シジン率いるアルファチームの一人イム・グァンナム役を務め、セリフは少なかったものの肉体美が注目される。
- 2018年、日本の短編小説を原作にした日韓合作映画『デッドエンドの思い出』で少女時代スヨン演じる主人公の元婚約者を演じ、出番は少ないながら日本語を少し披露している。
- 2019年、ドラマ『彼女の私生活』でメインキャストに抜擢され、主演パク・ミニョンの幼馴染役を好演。
- 2020年、5回もオーディションを受け抜擢されたドラマ『梨泰院クラス』での敵役チャン・グンウォンの怪演で大ブレイク。バラエティ番組にも引っ張りだこで、素顔は男らしさと共にキュートな笑顔とたまに出る天然な言動で人気を集め、悪役時の憎たらしさとは違う好青年な素顔とのギャップで性別問わずファンが急増する。
- 2021年、ドラマ『ユミの細胞たち』でラブコメ初主演を務める。韓国初の実写とCGアニメが融合したドラマ。原作のビジュアルを再現するため、髪型は後ろ半分にウィッグをつけ、顎髭を伸ばし、日焼けも20回ほどして撮影に臨んだ。ボヒョンにとって人生初の長髪である。実の妹が原作のファン。シーズン2では短髪で出演。レギュラーを務めるバラエティ番組『バックパッカー』第1回放送時には、事前オンライン会議の場に、劇中でユミ(ヒロイン)とお揃いで着用していたTシャツに大き目の黒縁眼鏡姿で登場している。
- 2021年、Netflixのドラマ『マイネーム: 偽りと復讐』で女性主人公とバディを組む先輩刑事チョン・ピルド役を務め、世界的に知名度と人気を獲得。役づくりのため、筋肉だけで5kg増量した。写真のみで登場するピルドの亡き妹役は、ボヒョンのマネージャー(キム・テヨン)である。
- 2022年、韓国初の“軍法廷・軍検事”を扱ったドラマ『軍検事ドーベルマン』で初タイトルロールを務めた。視聴率は好スタートを切り順調に数字を上げ、全話通して平均10%。最終回においては、首都圏では平均11%、最高12%を超えた。全チャンネルでの同時時間帯視聴率No.1を独占し、tvN月火ドラマ歴代3位(2024年に『私の夫と結婚して』に抜かれる)の好成績を残した。2022年9月17日、初来日・初海外イベントとなる第1話試写会&トークショーを開催。
- 2022年下半期、次作の主演ドラマ『生まれ変わってもよろしく』の役づくりのため、8kg減量し筋肉をほとんど落とした。2023年に6月にNetflixで世界同時配信された。劇中で流れるOST「너의 지난날을 내가 안아줄게(和訳：君の過去を僕が抱きしめてあげる)」も歌っている。
- 2024年、『マイネーム：偽りと復讐』脚本家が手掛けるドラマ『財閥x刑事』で主演を務める。女性主人公役は、『ユミの細胞たち』セイ役で共演したパク・ジヒョンだ。2024年3月、高視聴率獲得につきシーズン2制作が決定。
- 2025年3月、芸能事務所の移籍を発表。デビュー当時から10年以上所属していたFNエンターテインメントを離れ、4月にAMエンターテインメントと専属契約を結ぶ。[1]

## 出演
※ 太字は主演

### 映画
- ヒヤ（2016年）- ジンサン役[2][3]
- トッコリワインド（2018年）- ピョ・テジン役[4]
- デッドエンドの思い出 (2018年) - テギュ役
- ノリャン -死の海- (2023年) - イ・フェ（李薈）（朝鮮語版） 役
- ベテラン2（2024年）- ミン・ガンフン 役 ※ 特別出演
- 悪魔が引っ越してきた（2025年予定）- キルグ役　※『2時のデート』からタイトル変更

### ドラマ
- ゴールデンクロス（2014年、KBS2）
- カッコウの巣（2014年、KBS2）- レストラン従業員役
- マイシークレットホテル（2014年、tvN）- サンフン役
- 最高の恋人（2015年、MBC）- イ・ボンギル役
- マイランウェイ（2016年、MBCnet）- ワン・リム役
- アイアンレディ（2016年、tvN）- チャ・カンウ役[5][6]
- 太陽の末裔（2016年、KBS2）- ピッコロ／イム・グァンナム役[7]
- マイ・オンリー・ラブソング (2017、Webドラマ) - ムミョン役
- キミに猛ダッシュ～恋のゆくえは?～（2017年、KBS2)
- 私がヒロイン!～宿敵のビョル姉妹～（2017年、MBC）- ソ・ジュニョン役
- 水曜日 午後3時30分 ～輝く恋の時間～（2017年、SBSプラス）- ペク・スンギュ役[8]
- 逆賊-民の英雄ホン・ギルドン-（2017年、MBC）
- トッコ リワインド～復讐の毒鼓～（2018年、オククス）- ピョ・テジン役
- かくれんぼ（2018年、MBC）- ペク・ドフン役
- ドラマステージ-般若-（2019年、tvN）- ユ・スンボン役
- 彼女の私生活（2019年、tvN）- ナム・ウンギ役[9][10]
- 神々の調査（2019年、湖南TV）※中国ドラマ
- 梨泰院クラス（2020年、JTBC）- チャン・グンウォン役[11]
- カイロス〜運命を変える1分〜（2020年、MBC）- ソ・ドギュン役[12][13][14]
- ユミの細胞たち（2021年、tvN/TVING）- ク・ウン役[15]
- マイネーム: 偽りと復讐（2021年、Netflix）- チョン・ピルト役[16]
- 軍検事ドーベルマン（2022年、tvN）- ト・ベマン役[17]
- ユミの細胞たち2（2022年、TVING）- ク・ウン役
- アダマス 失われたダイヤ（2022年、tvN）- クォン・ミンジョ役 ※特別出演
- 生まれ変わってもよろしく（2023年、tvN） - ムン・ソハ役
- 財閥x刑事（2024年、SBS） - チン・イス役
- 海市の蜃楼（MBC）- 主演
- 神の玉（2025年予定、JTBC）- 主演
- スプリングフィーバー（2025年予定、TIVING）- 主演

### バラエティ
- 芝居が終わったあと (2016、tvN) ※ドラマ『アイアンレディ』同時進行のリアリティ番組
- ラジオスター（2018年、MBC）[18]
- 私は一人で暮らす（2020年、MBC）[19]
- ランニングマン (2020年、SBS)
- ペク・ジョンウォンの路地レストラン(2020、SBS)
- 知ってるお兄さん（2020年、JTBC）[20][21][22]
- 犯人はお前だ（2020年、Netflix）シーズン3 第7話・第8話
- ソン・ヒョンジュの簡易駅(2021年、MBC)
- シックスセンス2 (2021年、tvN)
- あしたの内村（2021年・2022年、フジテレビ）[23]
- 驚きの土曜日 (2022年、tvN)
- バックパッカー～ペク・ジョンウォンの出張料理団～（2022年、tvN）レギュラー
- 青春MT～Re：メンバーアゲイン～（2022年、TVING）チーム『梨泰院クラス』
- プサンの田舎者 in シドニー（2023年、tvN）レギュラー
- 暇さえあれば（2024年、SBS）第4回ゲスト
- バックパッカー2～ペクジョンウォンの出張料理団～（2024年、tvN）レギュラー

### ミュージックビデオ
- ファヨビ 『그사람/My man』(2015)
- SugarBowl, Soulights『엇갈려/Miss』(2015)
- Pento (feat.천지 of TEENTOP)『Pasta Hater』(2015)
- Road King『터져버릴 것 같아/About to explode』Hiya OST(2016)

### MC
- MBC芸能大賞（2020年）[24]

### 広告
- GIANFRANCO LOTTI（2020年）[25]
- T.I FOR MEN（2020年）
- Almond Breeze（2020年）
- papa recipe（2020年-）スキンシェルパ―&モデル
- Swagger（2021年）[26]
- Brentwood（2022年-）
- 庄や50周年記念ドラマ『いつでも帰ってこれる場所』（2022）

## 活動・イベント
- YouTubeチャンネル『브라보현(ブラボヒョン)』を運営しており、チャンネル登録者やファンのことを「뽀시래기(ポシレギ：可愛い物事を表す若者言葉)」と呼び、ファンはボヒョンのことを「BOSS」と呼ぶ。
- 2021年、南海地方海洋警察庁『名誉海洋警察官』に任命。2年間の海洋警察の広報活動と海洋安全のための公益活動を担う。
- 2022年5月28日の『世界月経衛生デー』に、韓国の低所得者層の女性を支援するため、約5000万ウォン(約505万円)相当の女性用品528箱を寄付した。同年8月、FNエンタでランニングを通して世界月経を祝うチャリティーキャンペーン「第3回RUN for the MOON」アンバサダー俳優の一人に就任。

### 来日イベント・ファンミーティング
- 2022年9月「『軍検事ドーベルマン』試写会＆スペシャルトークイベント」

- 衛星劇場での放送のプロモーションのため初来日を果たし、初海外イベントとなるトークショーを無料(抽選)で開催。応募期間にはサーバーがダウンするほどの人気だった。
- 2023年9月29日「Ahn Bohyun Premium Event in Japan ～A Bali Trip with You～」来日ファンイベント
- 2024年5月11日「2024 AHN BO HYUN ASIA TOUR FANMEETING 'Hello' in TOKYO」

- 初ファンミーティングとなるアジアツアーを6都市(ソウル、香港、バンコク、東京、台北、マニラ)で開催。
- 2024年12月28日「2024 THE FIRST SITE BOHYUN×CAMPING」

- 日本ファンクラブのリニューアル1周年記念として渋谷で開催。海外ファンも訪れ、チケットは開催2週間前に完売していた。

## 書籍

### 写真集
- Unbearable Moment（2021年）[27][28]
- アン・ボヒョン Holiday in Bari (2023年) BS-TBS

### 雑誌
- 「＠Star1」2020年5月号[29]
- 「W KOREA」2020年7月号[30]
- 「GQ KOREA」2020年8月号[31]
- 「ARENA HOMME＋」2021年6月号[32]
- 「W KOREA」2021年9月号[33]
- 「ELLE」2021年10月号[34]
- 「1st Look」2021年11月号[35]

日本雑誌
- 「SPUR」2022年12月号
- 「25ansヴァンサンカン」2023年1月号 ※通常版 & アン・ボヒョン特別版

## 広報大使
- 大邱スポーツ映画祭広報大使(2019)
- 韓国社会福祉協議会 分かち合い広報大使(2020年)[36]
- 国家情報院広報大使(2020年)
- 韓国航空広報大使(2024年)
- 名誉制服勤務者アンバサダー（2024年）

## 受賞歴

### 受賞
- 2020年「ブランドオブザイヤーアワード」今年の注目俳優賞（『梨泰院クラス』）
- 2020年「第5回アジアアーティストアワード」ベスト俳優賞[37]
- 2020年「第5回アジアアーティストアワード」チョイス賞[38]
- 2020年「第39回MBC演技大賞」新人俳優賞（『カイロス』）[39]
- 2021年「韓国ファーストブランド賞」注目の俳優賞（『梨泰院クラス』）
- 2022年「第8回APANスターアワード」OTT男性優秀演技賞（『マイネーム』『ユミの細胞たち』）
- 2023年「2023アジアモデルアワード(AMA)」 モデルスター賞
- 2024年「2024 Elle Style Awards」 Iconic Style (Male) award
- 2024年「2024 SBS演技大賞」ミニシリーズ／アクション部門 男性最優秀演技賞（『財閥X刑事』)
- 2024年「Asia Artist Award(AAA) 2024」ベストアーティスト賞

### ノミネート
- 2020年「第56回百想芸術大賞 TV部門新人俳優賞」（『梨泰院クラス』）[40][41]
- 2020年「第5回アジアアーティストアワード 人気賞」
- 2020年「第20回MBC芸能大賞 新人賞」（『私は一人で暮らす』）
- 2020年「第39回MBC演技大賞 優秀俳優賞」（『カイロス』）[42]
- 2021年「第7回APANスターアワード 新人俳優賞」（『梨泰院クラス』）
- 2022年「第1回青龍シリーズアワード ドラマ部門  助演男優賞」(『マイネーム』)
- 2024年「2024 SBS演技大賞 大賞」（『財閥X刑事』）